# 龙飞船2号
龍飛船2號（英語：SpaceX Dragon 2）是SpaceX的第二代龙飞船。

## 設計
第一代的外型與目前使用的貨運型相同，而飛龍2型是基於第一代改良，將拋棄式的逃逸火箭直接做在艙體側面結構上，它共携带4个侧挂式的推进器仓，每个舱内有2台SuperDraco发动机，既能作为发射逃逸系统，也能用于动力着陆。它将会是美國最新一款经过载人认证的宇宙飞船，是美國在2011年以後重新獲得載人太空能力的有力競爭者（對手廠商為波音星際航線），開發初期曾野心勃勃的想於重返地球時，直接使用反推力火箭進行软着陆，後來因NASA 基於安全考慮被迫放棄此計劃(但未來可能會再採用此計劃），改用傳統的降落傘減速，落海回收，並以此定案。
它还有更大的舷窗，从底部伸出的着陆支架，新的飞控电脑、航电系统，重新设计的太阳能板。飞船外形雖然是基於第一代加工，但氣動外形较先前已飞行了数年的龙飞船也有了较大变化。

## 歷史
2014年5月29日，龍飛船在一次於SpaceX總部進行的媒體活動中揭曉。
龍飛船2号設計用於將太空人送至太空，因此它與貨運版龍飛船有著明顯的差别，而貨運版龍飛船自2010年起就已投入使用。
2015年5月6日，SpaceX完成了發射台上中止發射的測試。
2015年11月24日，SpaceX又完成了龍飛船2號的懸停測試。
NASA已經與SpaceX簽署契約，在商業載人航天發展計畫項目下訂購了多達6次前往國際太空站的發射。
2019年3月2日，龍飛船2號進行首次無人發射測試，前往國際太空站。飛船裏有一个假人模型，用來記錄真實太空人承受的各項數據。3月8日，龙飞船2号离开国际空间站回到地球，溅落大西洋。
2019年4月20日，在第一次試飛中飛行並計畫用於中斷起飛試驗的“龍2號”太空艙意外爆炸。另一艘航天器已被分配進行中斷起飛試驗，但該次飛行的時間和隨後的任務取決於4月事件的持續調查結果。2019年7月，SpaceX調查結論認為爆炸原因是在地面设施中有氧化剂四氧化二氮不慎进入高压氦通道，在高压下四氧化二氮凝固成了固体。当系统在点火前开始流动时，高压的氦气攜帶固體四氧化二氮冲毁了一个单向的止回阀，同时四氧化二氮在高压的环境下与止回阀的钛材料发生了化学反应，点燃了钛金属引发爆炸。
2020年1月19日，龙飞船2号的中斷起飛和逃生系统试验获得成功。
2020年5月27日，獵鷹9號Demo-2任務的飛龍2號太空船將首次載著羅伯特·本肯與道格拉斯·赫爾利2名太空人升空，並預計於發射24小時後與國際太空站對接，唯因天氣因素發射延期。
2020年5月30日下午3時22分，龍飛船2號再度嘗試發射，成功升空。這是自2011年7月STS-135以來美國首次向國際太空站進行載人飛行，也是首次由商業機構執行的載人航天任務。因應COVID-19，兩名太空人相較其他太空人需隔離更長時間，以確保病毒不會散播到太空中。美東時間5月31日下午1時2分，順利與國際太空站（ISS）成功對接，當完成相關程序後（約20分鐘），兩位太空人已進入ISS。8月2日下午2時42分以海面濺落方式，從ISS安全返回地球。
美国东部时间2020年11月15日19时27分，龙飞船2号从甘迺迪太空中心发射升空，本次任务目标是将4名美国宇航员送往国际空间站。参与这次代号“Crew-1”航天任务的四名宇航员分别是美國太空總署宇航员迈克尔·霍普金斯、维克多·格洛弗、香农·沃克和日本宇宙航空研究开发机构的宇航员野口聪一。这是龙飞船首次执行常规商业载人航天任务。美国东部时间16日晚11时许，龙飞船2号和国际空间站完成对接，并将在国际空间站停留6个月，美國東部時間5月2日2時57分,以海面濺落方式，從ISS安全返回地球，降落至佛羅里達州附近的墨西哥灣。
北美東部時區2021年4月23日05時49分，載人二號任務發射成功，飛往國際太空站，火箭助推器由海上平台回收成功。

## 載具清單
| 系列 | 名稱   | 类型 | 狀態   | 飛行次數 | 飛行时长                                                       | 備註 | Cat. |
| ---- | ------ | ---- | ------ | -------- | -------------------------------------------------------------- | --- | ---- |
| C200 | 蜻蜓號 | 原型 | 已退役 | 1        | 1分钟                                                          | 於麥格雷戈測試設施進行懸停測試和於卡納維拉爾角進行發射終止測試的原型。 |      |
| C201 | None   | 原型 | 已毀壞 | 1        | 6天5小时又56分                                                 | 第一次在太空飛行的飛龍號太空船。唯一一次的飛行是載人龍飛船示範1號； 並在發射後的測試中毀壞。                                                                               |      |
| C202 | None   | 原型 | 未知   | 0        | None                                                           | 用於結構測試的壓力容器； 狀態未知。 |      |
| C203 | None   | 原型 | 未知   | 0        | None                                                           | 目的和狀態未知。 |      |
| C204 | None   | 载人 | 未知   | 0        | None                                                           | 目的和狀態未知。 |      |
| C205 | None   | 载人 | 已退役 | 1        | 8m                                                             | 原本計劃在載人龍飛船示範2號飛行，但由於C204在地面發動機測試中損毀，改在載人龍飛船飛行中斷測試中成功飛行；                                                                  |      |
| C206 | 奮進號 | 载人 | 活躍   | 5        | 701天21小时16分                                                | 第一次載人的飛龍號太空船，並被以太空梭奮進號為名命名。在2020年5月30日的載人龍飛船示範2號中首次發射飛行，之后还於SpaceX載人2號、公理1號、SpaceX載人6號和SpaceX載人8號中使用 |      |
| C207 | 堅韌號 | 载人 | 活躍   | 2        | 170天5小时32分                                                 | 首批全面生產的载人龙飞船，首次使用於2020年11月16日的SpaceX載人1號任務中，之后还於靈感4號中使用                                                                             |      |
| C208 | None   | 载货 | 活躍   | 5        | 175天13小时52分钟                                              | 首架貨運龍飛船2號，用於CRS-21、CRS-23、CRS-25和CRS-28。 |      |
| C209 | None   | 载货 | 活躍   | 4        | 142天2小时7分钟                                                | 第2架貨運龍飛船2號，用於CRS-22、CRS-24、CRS-27以及CRS-30。 |      |
| C210 | 耐力号 | 载人 | 活躍   | 4        | 532天15小时(已结束的任务) 120天2小时又41分（载人10号，进行中） | 首先用于2021年11月11日发射的SpaceX載人3號任务，之后还於SpaceX载人5号、载人7号、载人10号中使用                                                                              |      |
| C211 | None   | 载货 | 活躍   | 2        | 88天7小时又4分                                                 | 第3架貨運龍飛船2號，用於CRS-26、CRS-29。 |      |
| C212 | 自由号 | 载人 | 活躍   | 4        | 201天10小时又11分(已结束的任务) 9个月，14天 (载人9号，进行中)  | 首先用于2022年4月27日发射的SpaceX載人4號任务，之后还於公理2号、公理3号、载人9号中使用                                                                                      |      |
| C213 | 优雅号 | 载人 | 活躍   | 1        | 17天19小时又13分(公理4号，进行中)                              | 首先用于2025年6月25日发射的公理4号任务 |      |

## 發射清單

### 载人版龙飞船任务
| 任务和图样                   | 座舱            | 发射日期       | 着陆日期       | 描述 | 成员                                                                            | 结果               |
| 测试飞行                     | 测试飞行        | 测试飞行       | 测试飞行       | 测试飞行 | 测试飞行                                                                        | 测试飞行           |
| ---------------------------- | --------------- | -------------- | -------------- | --- | ------------------------------------------------------------------------------- | ------------------ |
| 載人飛龍號太空船發射中止測試 | C201            | 2015年5月6日   | 2015年5月6日   | Pad Abort測試，於佛羅里達州卡納維拉爾角空軍基地 | 不適用                                                                          | 成功               |
| 載人龍飛船示範1號            | C204            | 2019年3月2日   | 2019年3月8日   | 機組人員無人駕駛試飛艙； 於2019年3月3日，世界標準時間08:50停靠； 於2019年3月8日世界標準時間05:32離開。 | 不適用                                                                          | 成功               |
| 載人龍飛船飛行中斷測試       | C205.1          | 2020年1月19日  | 2020年1月19日  | 使用了最初為Crew Dragon Demo-2設計的座艙。 | 不適用                                                                          | 成功               |
| 载人龙飞船示范2号            | C206.1 奮進號   | 2020年5月30日  | 2020年8月2日   | 载人龙飞船的首次乘員飛行測試，飛行時間從兩周延長至九周。以使机组人员能够在SpaceX載人1號活动得到加强，包括参加四次太空行走。 | - 道格拉斯·赫爾利 - 罗伯特·本肯                                                 | 成功               |
| 载人飞行                     |                 |                |                | |                                                                                 |                    |
| SpaceX載人1號                | C207.1 堅韌號   | 2020年11月16日 | 2021年5月2日   | 將載運四名宇航员到国际空间站，進行為期六個月的任務。俄罗斯航天国家集团認為龙飞船尚未達至適航標準，俄羅斯因而決定不派出宇航员參與任務，NASA為此增加了第三名NASA宇航员來代替俄羅斯宇航员。 | - 迈克尔·霍普金斯 - 维克多·格洛弗 - 野口聪一 - 香农·沃克                        | 成功               |
| SpaceX載人2號                | C206.2 ♺ 奮進號 | 2021年4月23日  | 2021年11月9日  | 第二次商业载人飞行，将机组人员转移到国际空间站进行为期六个月的任务。美国宇航局同意允许SpaceX在这次飞行中首次重复使用助推器和太空舱。乘员包括第一个乘坐載人龍飛船的欧洲空间局宇航员，任务专家托马斯·佩斯凯。在轨道上呆了近200天后，奮進號创造了美国乘员飞行器的最长太空飞行记录，此前由堅韌號在2021年5月2日创造。 | - 羅伯特·金布羅 - 梅根·麥克亞瑟 - 星出彰彥 - 托马斯·佩斯凯                      | 成功               |
| 靈感4號                      | C207.2 ♺ 堅韌號 | 2021年9月16日  | 2021年9月18日  | 第一次平民的轨道飞行任务。这次飞行达到了585公里的轨道，机组人员进行了为期3天的科学、医学实验以及公共宣传活动。 | - 贾里德·艾萨克曼 - 肖恩·普羅克特 - 海莉·阿赛诺 - 克里斯多福·森布羅斯基         | 成功               |
| SpaceX載人3號                | C210.1 耐力号   | 2021年11月11日 | 2022年5月6日   | 第三次商业载人飞行作业，将四名宇航员运送到国际空间站执行为期六个月的任务。 | - 拉贾·查里 - 托馬斯·馬什本 - 凯拉·巴伦 - 馬提亞斯·毛雷爾                       | 成功               |
| 公理1號                      | C206.3 ♺ 奮進號 | 2022年4月8日   | 2022年4月25日  | 由公理航天公司承包的第一次载人龙飞船飞行。第一次前往国际空间站的全平民飞行，搭载迈克尔·洛佩斯·阿莱格里亚作为公理航天的专职宇航员，伊爾坦·施蒂比进行为期10天的教育实验， 拉里·康納和馬克·帕西，两人都是投资公司的负责人。                                                                                         | - 迈克尔·洛佩斯·阿莱格里亚 - 拉里·康納 - 馬克·帕西 - 伊爾坦·施蒂比              | 成功               |
| SpaceX載人4號                | C212.1 自由号   | 2022年4月27日  | 2022年10月14日 | 第四次商业载人飞行 | 凱爾·林格倫 罗伯特·海因斯 薩曼塔·克里斯托福雷蒂 杰西卡·沃特金斯                 | 成功               |
| SpaceX载人5号                | C210.2 ♺ 耐力号 | 2022年10月5日  | 2023年3月12日  | 第五次商业载人飞行。第四位宇航员是俄罗斯宇航员安娜·基金娜，作为联盟号-载人龙飞船号乘员交换系统的一部分，在每次乘员轮换任务中至少保持一名美国宇航局宇航员和一名俄罗斯宇航局宇航员。这确保了两个国家在空间站都有人值守，并有能力维持其独立系统。                                                                   | 妮可·奥纳普·曼恩 乔希·卡萨达 若田光一 安娜·基金娜                               | 成功               |
| SpaceX載人6號                | C206.4 ♺ 奮進號 | 2023年3月2日   | 2023年9月4日   | 第六次商业载人飞行 | - 斯蒂芬·鲍恩 - 沃伦·霍伯格 - 苏丹·尼亚迪 - 安德里·费迪亚耶夫                   | 成功               |
| 公理2号                      | C212.2 ♺ 自由号 | 2023年5月21日  | 2023年5月31日  | 公理航天的第二次载人航天，沙特航天局派了2名宇航员参与，这次任务包括第一位进入太空的沙特女宇航员。 | - 佩吉·惠特森 - 约翰·肖夫纳 - 阿里·艾尔卡尔尼 - 雷扬纳·巴尔纳维                 | 成功               |
| SpaceX載人7號                | C210.3 ♺ 耐力号 | 2023年8月26日  | 2024年3月12日  | 在2021年末，NASA与SpaceX签订合同，从Crew-7任务开始，将再进行三次商业载人飞行。 | - 贾斯敏·莫赫贝里 - 安德烈亚斯·莫根森 - 古川聰 - 康斯坦丁·鲍里索夫              | 成功               |
| 公理3号 (patch)              | C212.3 ♺ 自由号 | 2024年1月18日  | 2024年2月9日   | 公理航天的第三次载人航天。将是土耳其航天员的第一次飞行。 | - / 迈克尔·洛佩斯-阿莱格里亚 - 沃尔特·维拉代 - 阿尔珀·盖泽拉夫哲 - 马库斯·旺特  | 成功               |
| SpaceX載人8號                | C206.5 ♺ 奮進號 | 2024年3月4日   | 2024年10月25日 | 在2021年末，NASA与SpaceX签订合同，从Crew-7任务开始，将再进行三次商业载人飞行。 | - 马修·多米尼克 - 迈克尔·巴勒特 - 珍妮特·埃普斯 - 亚历山大·格雷本金             | 成功               |
| 北极星黎明                   | C207. ♺ 堅韌號  | 2024年9月10日  | 2024年9月15日  | 北極星計畫的第一次飛行，完成首次商業太空行走，並完成其他的測試，達到1400公里遠地點的軌道高度。 | - 贾里德·艾萨克曼 - 斯科特·波蒂特 - 莎拉·吉利斯 - 安娜·梅农                     | 成功               |
| SpaceX载人9号                | C212.4 ♺ 自由号 | 2024年9月28日  | 2025年2月      | 这是第一次从卡纳维拉尔角空军基地40号航天发射台发射的载人任务。仅有两名宇航员参与发射，返回时将与波音载人飞行测试任务的宇航员一同返回，原因是波音的飞船出现了问题。 | - 尼克·黑格 - 亚历山大·戈尔布诺夫 - 巴里·威尔莫尔 (降落) - 蘇妮塔·威廉斯 (降落) | 与国际空间站对接中 |
| SpaceX载人10号               | C210.4 ♺ 耐力号 | 2025年3月14日  | 2025年7月      | | - 安妮·麦克莱恩 - 尼科尔·艾尔斯 - 大西卓哉 - 基里尔·佩斯科夫                    | 进行中             |
| 前进2号                      |                 | 2025年3月      | 2025年3月      | | - Chun Wang - Jannicke Mikkelsen - Eric Philips - Rabea Rogge                   | 计划               |

### 载货版龙飞船任务
| 任务   | 图样 | 座舱   | 发射日期                 | 着陆日期       | 结果 |
| ------ | ---- | ------ | ------------------------ | -------------- | ---- |
| CRS-21 |      | C208.1 | 2020年12月6日            | 2021年1月14日  | 成功 |
| CRS-22 |      | C209.1 | 2021年6月3日             | 2021年7月10日  | 成功 |
| CRS-23 |      | C208.2 | 2021年8月29日 07:14 UTC  | 2021年10月1日  | 成功 |
| CRS-24 |      | C209.2 | 2021年12月21日 10:07 UTC | 2022年1月24日  | 成功 |
| CRS-25 |      | C208.3 | 2022年7月15日 00:44 UTC  | 2022年8月20日  | 成功 |
| CRS-26 |      | C211.1 | 2022年11月26日 19:20 UTC | 2023年1月11日  | 成功 |
| CRS-27 |      | C209.3 | 2023年3月15日 00:30 UTC  | 2023年4月15日  | 成功 |
| CRS-28 |      | C208.4 | 2023年6月5日 15:47 UTC   | 2023年6月30日  | 成功 |
| CRS-29 |      | C211.2 | 2023年11月10日 01:28 UTC | 2023年12月22日 | 成功 |
| CRS-30 |      | C209.4 | 2024年3月21日 20:55 UTC  | 2024年4月30日  | 成功 |
| CRS-31 |      | C208.5 | 2024年11月5日            | 2024年12月16日 | 成功 |
| CRS-32 |      | TBA    | 2025年 (计划)            |                | 计划 |
| CRS-33 |      | TBA    | 2025年 (计划)            |                | 计划 |
| CRS-34 |      | TBA    | 2026年 (计划)            |                | 计划 |
| CRS-35 |      | TBA    | 2026年 (计划)            |                | 计划 |

美国宇航局增加六次飞行，直至2026年。

## 备注
1. ↑  Alongside the 3 other crew members, Megan McArthur is using the same seat of the SpaceX Crew Dragon 《C206》 in this mission which her husband, 罗伯特·本肯（英语：Bob Behnken）, used in 载人龙飞船示范2号 mission, the first mission of the Endeavour capsule.[46]
2. ↑  The European Portion of SpaceX Crew-2 is called Mission Alpha, which is headed by Thomas Pesquet shown by the logo,
3. ↑  The European Portion of SpaceX Crew-3 is called Mission Cosmic Kiss, which is headed by Matthias Maurer shown by the logo